# IceCats de Worcester
Les IceCats de Worcester sont une franchise professionnelle de hockey sur glace de la Ligue américaine de hockey ayant existé de 1994 à 2005.

## Histoire
Les IceCats furent créés lorsque Roy Boe, propriétaire historique des Islanders de New York de la Ligue nationale de hockey acheta les Indians de Springfield de la LAH et les déménagea à Worcester durant l'été 1994.
La franchise débuta avec de nombreux agents libres mais sans affiliation envers une équipe de Ligue nationale de hockey. En fin de saison 1994-95, Roy Boe et son entraîneur et directeur général Jim Roberts négocièrent un arrangement avec les Blues de Saint-Louis. Les IceCats devinrent le club-école des Blues remplaçant les Rivermen de Peoria de l'East Coast Hockey League. Au cours de la saison 2000-01, Boe vendit la franchise aux Blues qui la revendirent en novembre 2004 aux propriétaires des Rivermen. Ceux-ci décidèrent alors de relocaliser l'équipe à Peoria pour la saison 2005-2006 de LAH.
Durant leurs onze années d'existence, les IceCats ont remporté deux titres de division en 1997 puis en 2001, saison durant laquelle ils gagnèrent également le titre de champion de la saison régulière.

## Statistiques
| Saison    | PJ | V  | D  | N  | DP | DTB | BP  | BC  | Pts | Classement      | Séries éliminatoires                                 |
| --------- | -- | -- | -- | -- | -- | --- | --- | --- | --- | --------------- | ---------------------------------------------------- |
| 1994-1995 | 80 | 24 | 45 | 11 | -  | -   | 234 | 300 | 59  | 6e North        | Non qualifiés                                        |
| 1995-1996 | 80 | 36 | 28 | 12 | 4  | -   | 242 | 244 | 88  | 2e North        | 1-3 Pirates de Portland                              |
| 1996-1997 | 80 | 43 | 23 | 9  | 5  | -   | 256 | 234 | 100 | 1er New England | 2-3 Bruins de Providence                             |
| 1997-1998 | 80 | 34 | 31 | 9  | 6  | -   | 267 | 268 | 83  | 4e New England  | 3-1 Falcons de Springfield 3-4 Wolf Pack de Hartford |
| 1998-1999 | 80 | 34 | 36 | 8  | 2  | -   | 237 | 260 | 78  | 4e New England  | 1-3 Bruins de Providence                             |
| 1999-2000 | 80 | 34 | 31 | 11 | 4  | -   | 249 | 250 | 83  | 3e New England  | 3-1 Pirates de Portland 1-4 Wolf Pack de Hartford    |
| 2000-2001 | 80 | 48 | 20 | 9  | 3  | -   | 264 | 205 | 108 | 1er New England | 3-1 Lock Monsters de Lowell 3-4 Bruins de Providence |
| 2001-2002 | 80 | 39 | 33 | 7  | 1  | -   | 245 | 218 | 86  | 3e North        | 1-2 Moose du Manitoba                                |
| 2002-2003 | 80 | 35 | 27 | 15 | 3  | -   | 235 | 220 | 88  | 3e North        | 0-3 Senators de Binghamton                           |
| 2003-2004 | 80 | 37 | 27 | 13 | 3  | -   | 207 | 186 | 90  | 3e Atlantic     | 4-2 Monarchs de Manchester 0-4 Wolf Pack de Hartford |
| 2004-2005 | 80 | 39 | 34 | -  | 4  | 3   | 212 | 223 | 85  | 5e Atlantic     | Non qualifiés                                        |

## Personnalités

### Entraîneurs
- Jim Roberts (1994-1996)
- Greg Gilbert (1996-2000)
- Don Granato (2000-2005)

## Records d'équipe

### En une saison
- Buts : 38 - Eric Boguniecki et Justin Papineau (2001-2002)
- Aides : 46 - Eric Boguniecki (2001-2002)
- Points : 84 - Eric Boguniecki (2001-2002)
- Minutes de pénalité : 337 - Sylvain Blouin (1999-2000)
- Buts par partie : 2,13 - Curtis Sanford (2003-2004)
- % Arrêt : 92,9 % - Dwayne Roloson (2000-2001)

### En carrière
- Buts : 79 - Marc Brown
- Aides : 154 - Terry Virtue
- Points : 210 - Terry Virtue
- Minutes de pénalité : 1 083 - Terry Virtue
- Victoires de gardien : 65 - Curtis Sanford
- Blanchissages : 10 - Curtis Sanford
- Nombre de parties : 455 - Terry Virtue